# Saint-Étienne-des-Champs

Saint-Étienne-des-Champs este o comună în departamentul Puy-de-Dôme, Franța. În 1 ianuarie 2022 avea o populație de 126 de locuitori.